# Natalizumab
Le natalizumab est un anticorps anti-4-intégrine humanisé. Il s'agit d'un traitement des formes très actives de sclérose en plaques rémittente-récurrente et il est également utilisé pour les patients atteints de maladie de Crohn. 

## Utilisation
Il diminuerait le nombre de rechutes et la progression des scléroses en plaques.

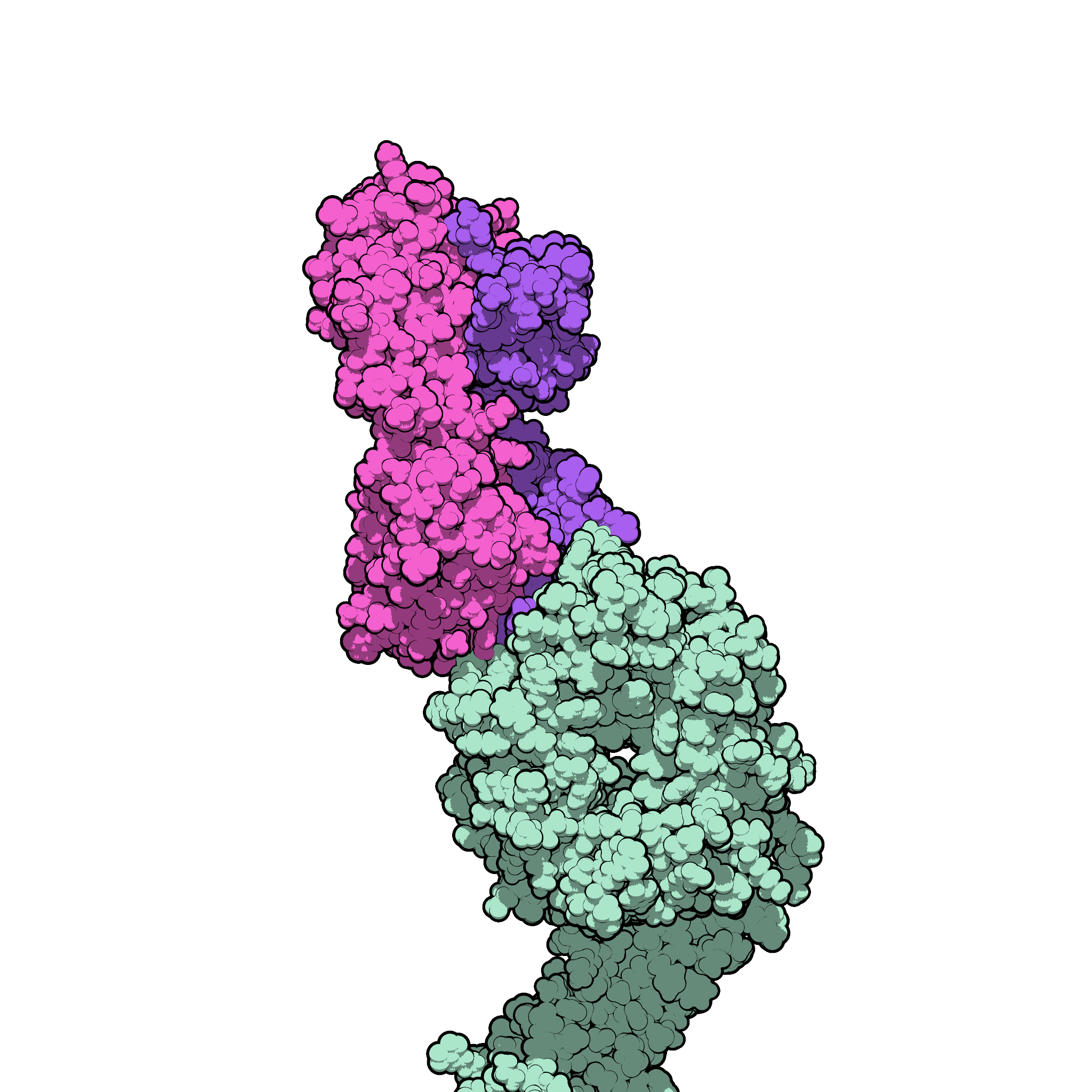

## Effets secondaires
Il augmente le risque de leucoencéphalopathie multifocale progressive, ce qui a motivé son retrait du marché américain entre 2005 et 2006. Ce risque est majoré en cas de présence d'anticorps  virus JC, l’antécédent d'immunosuppresseurs ou l'utilisation prolongée de natalizumab. Le mécanisme passerait par une réactivation silencieuse du virus JC.
Il expose à des infections opportunistes graves, parfois mortelles, des réactions d'hypersensibilité parfois graves, des atteintes hépatiques.